# Serpukhov
Serpukhov (tiếng Nga: Серпухов) là một thành phố thuộc tỉnh Moskva. Thành phố có dân số 131.097 người (theo điều tra dân số năm 2002). Đây là thành phố lớn thứ 126 của Nga theo dân số năm 2002.
Serpukhov được thành lập năm 1339 để bảo vệ lối tiếp cận phía nam Moskva. 2 năm sau đó nó đã được chọn làm thủ phủ của lãnh địa hoàng thân mạnh mẽ cai trị bởi một người anh em họ và có mối quan hệ gần gũi với Dmitry Donskoy, Vladimir của Serpukhov. Khu định cư đã được nâng thành trấn đã năm 1374. Lãnh địa hoàng thân tiếp tục cho đến khi 1456, khi hoàng thân cuối cùng đã trốn thoát đến Litva. Thị trấn thường xuyên trở thành mục tiêu tấn công của các đoàn Toqtamysh, Crimean Tatars, và các lực lượng chinh phục thảo nguyên khác. Người ta đã xây một tòa thành đá, hoặc kremlin, đã được hoàn thành vào 1556 như là một phần của đai cây cản vĩ đại.